# 彫金
彫金（ちょうきん）とは、たがね（鏨）を用いて金属を彫ることを意味する。プラチナ、金、銀、銅、真鍮、鉄、アルミ、錫などの金属を主材料にして作る。装飾（ジュエリー・アクセサリー）や仏具・家具などの飾り金具などを主に制作するための技術である。

## 金属工芸技法

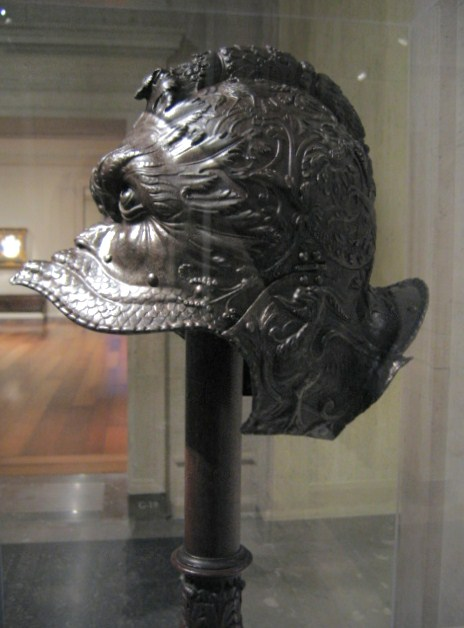
フィリッポ・ネローリ作 イタリア(1510–1579年)ルネッサンス期の彫金のバーゴネット(ヘルメット)

現在、金属を使って製作する物には大まかに分けると3つの分野に分けられる。以下に説明されている「彫金」「鍛金」「鋳金」である。それ以外にも「鍍金（メッキ）」や「宝飾」など分類に使う呼び方はいくつかある。
- 彫金（ちょうきん） - 鏨やヤスリ等を用いて彫り、意図する形状にしたり表面に模様・図案・文字などを入れる技術。
- 鍛金（たんきん） - 金槌と金床・鏨・鳥口・鳥打ちなどを用いて金属を意図する形状にする技術。主に刀剣や器物の制作。絞り加工や打出し加工を含む。
- 鋳金（ちゅうきん） - 土や砂で鋳型を作り、溶かした金属を流し込み作品を作る鋳造技術。指輪などの小物から大きい物は銅像や仏像など。
- その他の板金加工 - 切断・曲げ・ろう付けにより箱物などを製作する。

## 彫金技法
彫金の技法としては、透かし・彫り・打ち出し・象眼などがあり、彫りや象眼はさらにいくつかの種類にわかれる。また使用する鏨にも用途別のさまざまである。
- 透かし - 地金を図案に沿って糸鋸や鏨で切り取ったり、彫り抜くこと。
- 彫り - 鏨を用いて地金を彫り模様や図案・文字を入れる。鏨には毛彫・片切り鏨などがあり、蹴り鏨などの刻印に近い打ち方をするものなど多くの種類がある。
- 打ち出し - 地金の裏から大きく打ち出した後、表から細部を押さえていくことにより、レリーフ様の絵画的なものから置物位のものまで制作可能。
- 象眼 - 本体の地金に意図する図案の溝を彫り、別の地金を嵌め込む技法。複数の象眼技法があり、本象眼と呼ばれる大きめの地金を嵌め込む方法や地金の表面に細かい目を入れて表面に金箔や金糸を打ち込む布目象眼などがある。

## 工具
- リューター - ピット（先端工具）により削り、磨きと使い分ける。
- バフモーター - 作品や工具の磨きに使う。
- ドリル - 電動やハンドドリルなど。穴を開ける。
- タガネ - タガネをナマシて彫刻してヤキ入れして作る。彫金用には片切り、毛彫り、丸毛彫り。
- キサゲ
- 磨きヘラ
- 糸鋸 - 糸鋸刃は#8/0～#10（細かい刃～荒い刃）になり、細かい刃（切れやすい）は細かい作業、荒い刃（切れにくい）は荒い作業に使う。
- 金槌
- 木槌
- 芯金
- 溝台
- ローラー
- 刻印 - 曲がった刻印は指輪用
- 彫刻機
- バイス
- ヤスリ - 平良面、丸面、三角面、四角面など様々なものがある。
- 奴床（プライヤ） - サイズや形により用途が異なる。
- 溶解皿 - 金属を溶かす際に使用する。
- バーナー - 通常は都市ガスやプロパンガスで、中には水素と酸素用のバーナーもある。
- ピンセット - 熱い時用、銀金ロウと使い分ける。
- 第三の手 - 固定や押さえで使用する。
- 鋳造工具
- 洗浄機
- 磁気バレル - ステンレス針で素材を荒めに磨く。
- メッキ装置
- ゲージ
- ノギス
- 電子はかり
- 線引盤
- プライヤー
- ニッパー
- すり板
- 旋盤